# Kullarmark
Kullarmark är en by i Härnösands kommun. Första gången Kullarmark nämndes var 1535 då byn gick under namnet Kuldherssmarck.
Den har 6 invånare och har för tillfället fler traktorer än antal invånare.